# Lionel Brown
Lionel Brown (Miramar, Florida, Estados Unidos; 17 de septiembre de 1987) es un futbolista estadounidense de origen jamaiquino. Juega de arquero y su equipo actual es el Helenites SC del Campeonato de fútbol de las Islas Vírgenes Estadounidenses. Es internacional absoluto por la selección de las Islas Vírgenes de los Estados Unidos desde 2019.

## Clubes
| Club                     | País                                 | Año           |
| ------------------------ | ------------------------------------ | ------------- |
| East Central Falcons     | Estados Unidos                       | 2007 - 2008   |
| Connecticut Huskies      | Estados Unidos                       | 2009-2011     |
| Fort Lauderdale Strikers | Estados Unidos                       | 2012-2015     |
| Miami F.C.               | Estados Unidos                       | 2016-2019     |
| Helenites SC             | Islas Vírgenes de los Estados Unidos | 2020-presente |